# سیاست‌های محاسباتی
سیاست‌های محاسباتی تقاطعی میان علوم رایانه و علوم سیاسی می‌باشد. این مبحث شامل کاربرد متودهای محاسباتی، همچون ابزار آنالیز و متودهای پیشبینی کننده در جهت ارایه راه حل‌های مختلف برای سؤالات علوم سیاسی استفاده می‌شود. محققان در این زمینه از مجموعه‌های بزرگی از داده‌ها، در جهت تحقیق دربارهٔ رفتار کاربر استفاده می‌کنند. از امثال آنها می‌توان به پروژه‌هایی اشاره کرد که از طبقه‌بندی آماری، با هدف پیش‌بینی و شناسایی گرایش سیاسی کاربران در رسانه‌های اجتماعی یا اخبار استفاده می‌کنند. این نظم و ترتیب ارتباط نزدیکی با جامعه‌شناسی دیجیتال دارد. اگرچه هدف اصلی سیاست محاسباتی، مشکلات مربوط با سیاست و آنالیز آنها می‌باشد، سیاست محاسباتی غالباً در جهت هدف قرار دادن افراد برای اهداف تبلیغاتی استفاده می‌شود.

## روش‌ها و کاربردها
با وجود اینکه منبع داده تعریف شده مشخصی دربارهٔ تحقیقات انجام شده در زمینه سیاست‌های محاسباتی وجود ندارد، رایج‌ترین منابع شبکه‌های اجتماعی و متون مناظره‌های سیاسی هستند. از متودهای مختلفی بطریق محاسباتی برای شناسایی مدل رفتار مدلسازی‌های عامل بنیان استفاده می‌شود. تجزیه و تحلیل شبکه اجتماعی اکثراً برای شکل‌دادن و تحلیل داده از شبکه‌های اجتماعی استفاده می‌شود، که در آن افراد به‌صورت گره یک گراف و تعامل آنها با کاربران دیگر به‌صورت یال گراف نمایش داده می‌شوند. متودهای مورد استفاده در پردازش زبان‌های طبیعی برای داده‌های مبتنی بر متن استفاده می‌شود، همچون یک متن عادی از یک پست در یک شبکه اجتماعی و متون مناظره سیاسی. برای مثال: عقیده کاوی که در آن از الگوریتم‌هایی استفاده شده که قابلیت دسته‌بندی یک پیام بعنوان یک متن مثبت، منفی یا خنثی را دارند، و می‌توانند نظرات شخصی یک فرد را در مواجهه با نامزدها یا احزاب سیاسی پیشبینی کنند. از موارد دیگر الگوریتم‌های یادگیری ماشینی در زمینه پیشبینی گرایش سیاسی فرد در اخبار، ارتباط سیاسی کاربران شبکه‌های اجتماعی، و اینکه آیا مقاله‌های سیاسی اخبار، دروغین می‌باشند یا خیر استفاده می‌شوند. از مدل‌های محاسباتی غالباً در جهت آزمودن رفتار شناختی یک فرد مرتبط با محتوای سیاسی، همچون ارتباط میان ذهن انسان و قطبیدگی یا تفکر ایدیولوژیک استفاده می‌شود.

## کاربرد در کمپین‌های سیاسی
این نظم و ترتیب موجود در سیاست‌های محاسباتی نتیجه افزایش روزافزون استفاده از شبکه‌های اجتماعی و پیشرفت‌های چندسال اخیر در متودهای محاسباتی می‌باشد. شبکه‌های اجتماعی به بسیاری از محققان علمی و استراتژیست‌های کمپین‌های سیاسی مقادیر بی شماری از داده‌های پنهان، یا داده‌های تولیدی خود کاربر را در اختیارشان قرار می‌دهد، و همچنین در طی سالهای اخیر شاهد پیشرفت‌هایی در علوم کامپیوتر در زمینه ذخیره و مدیریت مجموعه‌های بزرگی از داده‌ها بودیم. سیاست محاسباتی نشاندهنده پیشرفت چشمگیری در تحقیقات علوم سیاسی می‌باشد، همچنان که اطلاعات بیشماری را می‌توان برای هر فرد، و نه مجموعه ای از افراد، جمع‌آوری کرد. از این اطلاعات می‌توان به‌طور مؤثری در جهت هدف قرار دادن رای‌دهندگان احتمالی استفاده کرد. یکی از اولین کمپین‌های سیاسی که از سیاست محاسباتی استفاده کرد، کمپین باراک اوباما بود. بعنوان مثال از داده‌های بدست آمده از اَپ فیسبوک بعنوان منابع داده در این کمپین سیاسی استفاده شد. این کمپین یک متغیر بنام «رای‌دهندگان احتمالی» برای تعیین کردن کسانی که به احتمال زیاد به اوباما رای می‌دادند توسعه داد. از آن زمان به بعد، شرکت‌های داده سیاسی زیادی پدید آمدند، که یک سری شرکت خصوصی می‌باشند که اطلاعات فرد رای‌دهنده را، که مربوط به داده‌های مصرف‌کننده است، می‌فروشند. یک نمونه از این شرکت‌های داده، شرکت i360 می‌باشد، که توسط خانواده کوک تأمین مالی می‌شوند. بسیاری از مشتریان شرکت i360 شاهد پیروزی خود در انتخابات میاندوره ای آمریکا در سال ۲۰۱۴ شدند.

### نقد و انتقاد
ارتباط استراتژیست‌های کمپین‌های سیاسی با سیاست‌های محاسباتی با انتقاداتی مواجه شده‌است. برخی از محققان بابت حریم خصوصی رای‌دهندگان که با متودهای جدیدی آنها را هدف قرار می‌گیرند، اظهار نگرانی کرده‌اند، در حالی که قانون خاصی درمورد حفاظت از داده کاربر در ایالت متحده وجود ندارد. آنها به (عدم تقارن اطلاعاتی) را که کمپین‌های سیاسی اطلاعات زیادی از افراد رای‌دهنده دارند را اشاره می‌کنند، و این درحالیست که خود رای‌دهندگان دقیقاً نمی‌دانند که کمپین‌های سیاسی با اطلاعات آنها چه کاری انجام می‌دهند. براساس گفته‌های این محققان، ماهیت و سرشت جعبه سیاه الگوریتم‌هایی که اطلاعات رای‌دهندگان را جمع‌آوری می‌کنند، شدت این قضیه را تشدید می‌کنند، همچنان که درک اینکه این داده‌ها چطور پردازش می‌شوند نیز دشوار است.  و جامعه‌شناس زینپ توفکسی، معتقد است که عدم تقارن اطلاعاتی که از پیشرفت‌های اخیر در سیاست‌های محاسباتی پدید آمده، به گفتمان سیاسی در فضای عمومی آسیب می‌رساند، به‌خصوص در ارتباطات میان کمپین‌های سیاسی و رای‌دهندگان، با توجه به اطلاعاتی که کمپین‌های سیاسی از رای‌دهندگان احتمالی خود دارند، ارزش ایده‌ها و افکار شاید در نگاه دیگران چیز مهمی نباشد اما ارزش این ایده‌ها وابسته به شخص یا افرادی باشد که این ایده‌ها را بیان می‌کنند. این محققان همچنین به مسایل تبعیضی که با سیاست محاسباتی رو به افزایش هستند اشاره می‌کنند، اینطور که افرادی که توسط الگوریتم‌ها به‌صورت یک مدل خاص پیشبینی می‌شوند، به احتمال کمتری رای می‌دهند و این قضیه می‌تواند در بازاریابی سیاسی و اطلاع‌رسانی به‌طور کامل نادیده گرفته شوند.  توفکسی بیان می‌کند که کمپین‌های سیاسی می‌توانند تبلیغات متفاوتی را براساس پیام‌هایی که رای‌دهنده احتمالی بیشتر با آنها همدردی می‌کند ارایه دهند، و به این شکل سیاست مداران می‌توانند با تمرکز بیشتر برروی موضوعات کم‌اهمیت تر و تمرکز کمتر بر روی موضوعات پراهمیت تر، باعث شوند تا به‌طور مؤثری با اتحاد گروه‌های مناسبی از رای‌دهندگان، رای بیاورند. وکیل مدافع حقوق رای، وامه آکوسا، گفته که الگوریتم‌ها می‌توانند بر علیه افراد مقام بالا استفاده شوند. وی همچنین بیان کرده که افراد از اینکه توسط کارگزاران داده ردیابی می‌شوند، آگاهی داشته باشند، می‌تواند تأثیر اثر سردکننده را در گفتمان سیاسی داشته باشد. محقق میانرشته ای آشو م.ج. سولو به این نکته اشاره می‌کند که یکی از مزیت‌های مثبت سیاست‌های محاسباتی این است که می‌تواند منجر به استفاده کارآمدتر در هزینه‌های کمپین‌های سیاسی بشود.